# 北24條車站
北24條車站（日语：／ Kita-nijūyo-jō eki */?）是位於日本北海道札幌市北區北23條西，隸屬於札幌市交通局的地下鐵車站。本站是札幌市營地下鐵南北線的沿線車站，車站編號為N03。
在本站現址以西約100公尺處的地面上，曾存在過與本站同名的路面電車車站。該站是已廢線的札幌市電鐵北線的沿線車站之一，在1971年地下鐵南北線通車之後，由於路面電車線的運輸能力已由地下鐵所取代，而在1974年5月時遭到撤除。1978年此站至麻生間的延伸路段通車之前曾一度是南北線最北端的起點站。

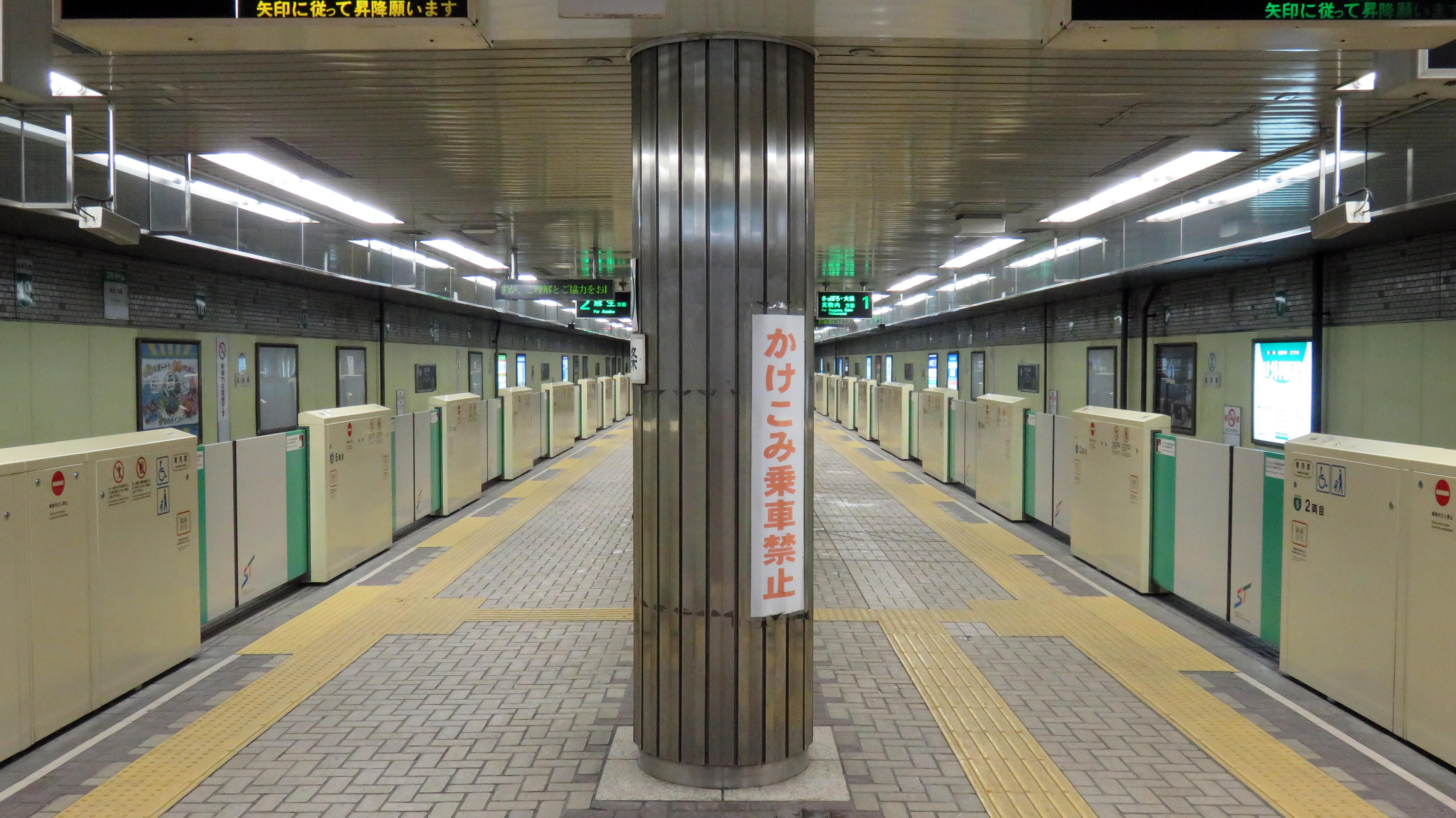
月台(2016年2月)

## 車站構造
本站的地下1樓為驗票閘口，地下2樓為1面2線島式月台，月台南側設有升降機。出口共4個，通往巴士總站內的樓梯共3個。地面的升降機設於3號出口。

### 月台配置
| 月台 | 路線   | 目的地                 |
| ---- | ------ | ---------------------- |
| 1    | 南北線 | 札幌、大通、真駒內方向 |
| 2    | 南北線 | 麻生方向               |

## 相鄰車站
札幌市營地下鐵
 南北線
北34條（N02）－北24條（N03）－北18條（N04）